# Phelliactis callicyclus
Phelliactis callicyclus is een zeeanemonensoort uit de familie Hormathiidae.
Phelliactis callicyclus is voor het eerst wetenschappelijk beschreven door Riemann-Zurneck in 1973.